# Манфред (симфония)
Симфония «Ма́нфред» си минор, соч. 58 — программная симфония Петра Ильича Чайковского, написана в мае—августе 1885 года на сюжет одноимённой поэмы Байрона. Хронологически эта симфония занимает место между 4-й и 5-й симфониями композитора. Впервые была исполнена 11 марта 1886 года в Москве под руководством М. Эрдмансдерфера. 22 ноября того же года симфония впервые прозвучала в США и была издана Юргенсоном.

## Программа симфонии
Программа Чайковского обобщённо характеризует лишь содержание музыки и не содержит собственно музыкальных указаний. В справочнике Ю. Н. Тюлина «Произведения Чайковского» упоминается обозначение «симфония в 4-х картинах».
Программа, которую составил Чайковский в процессе своей работы над симфонией, получила следующий вид:
1. Манфред блуждает в Альпийских горах. Томимый роковыми вопросами бытия, терзаемый жгучей тоской безнадежности и памятью о преступном прошлом, он испытывает жестокие душевные муки. Глубоко проник Манфред в тайны магии и властительно сообщается с могущественными адскими силами, но ни они и ничто на свете не может дать ему забвения, которого одного он просит. Воспоминание о погибшей Астарте, некогда им страстно любимой, грызет и гложет его сердце и нет ни границ, ни конца беспредельному отчаянию Манфреда.
2. Альпийская фея является Манфреду в радуге из брызг водопада.
3. Пастораль. Картина простой, бедной, привольной жизни горных жителей.
4. Подземные чертоги Аримана. Адская оргия. Появление Манфреда среди вакханалии. Вызов и появление тени Астарты. Смерть и прощение Манфреда.

## Редакции
Существует две редакции симфонии, единственное отличие которых заключается в разных финалах. В первой — финальная кода повторяет коду первой части, во второй — Чайковский пишет новую коду с введением органа. Большинство дирижёров исполняют симфонию во второй редакции. Первой же редакции придерживались, в частности, Евгений Светланов и Вероника Дударова.

## Структура симфонии
1. Lento lugubre
2. Vivace con spirito
3. Andante con moto
4. Allegro con fuoco

## Известные аудиозаписи
- 1932 — Лондонский симфонический оркестр, дирижёр Альберт Коутс (только 2-я часть).
- 1949 — Симфонический оркестр NBC, дирижёр Артуро Тосканини.
- 1957 — Национальный оркестр французского радио, дирижёр Константин Сильвестри.
- 1963 — Лондонский симфонический оркестр, дирижёр Игорь Маркевич.
- 1967 — Государственный академический симфонический оркестр СССР, дирижёр Евгений Светланов.
- 1971 — Венский филармонический оркестр, дирижёр Лорин Маазель.
- 1976 — Филадельфийский оркестр, дирижёр Юджин Орманди.
- 1976 — Лондонский филармонический оркестр, дирижёр Мстислав Ростропович.
- 1977 — Новая Филармония, дирижёр Владимир Ашкенази.
- 1977 — Лондонский симфонический оркестр, дирижёр Юрий Аранович.
- 1979 — Консертгебау, дирижёр Бернард Хайтинк.
- 1981 — Филармония, дирижёр Риккардо Мути.
- 1986 — Филармонический оркестр Осло, дирижёр Марис Янсонс.
- 2004 — Лондонский филармонический оркестр, дирижёр Владимир Юровский.
- 2007 — Королевский ливерпульский филармонический оркестр, дирижёр Василий Петренко.
- 2008 — Мельбурнский симфонический оркестр, дирижёр Олег Каэтани.